# Bernerus Vezekius
Bernerus Vezekius (* um 1585 in Deventer; † 3. November 1631 wahrscheinlich in Rotterdam) war ein niederländischer evangelisch-reformierter Geistlicher während des Achtzigjährigen Krieges. Er gehörte zu den prominenten Remonstranten, die auf der Dordrechter Synode 1618/19 vorgeladen wurden.

## Biografie
Bernerus Vezekius war möglicherweise ein Sohn des reformierten Pfarrers von Deventer, Bernerus van Wezeke (latinisiert: Vesekius). Nach einem Philosophiestudium an der Universität Leiden war Vesekius (Sohn) reformierter Pfarrer in Echteld von 1608 bis zu seiner Absetzung 1619.
Als Remonstrant unter den Vorgeladenen der Dordrechter Synode 1618/19, wurde er nach der Verurteilung dieser Gruppe vor die Wahl gestellt, entweder die akte van stilstand zu unterzeichnen und in den Niederlanden zu bleiben (wenn auch nicht mehr als Pfarrer), oder des Landes verwiesen zu werden. Er entschied sich für letzteres. Am 5. Juli 1619 wurde er bei Huissen über die Grenze ins Klevische gebracht. Da es dort für ihn keine Perspektive gab, traf er bald wie andere Remonstranten in Antwerpen ein. 1620 kehrte er in die Niederlande zurück und lebte im Untergrund. Auf dem Weg von Leiden nach Amsterdam wurde er verhaftet: Ein Bekannter aus früheren Tagen, der Jurist Albert Bruyninck, mittlerweile Stadtschreiber von Enkhuizen, hatte ihn angezeigt. Vezekius wurde zunächst im Gefängnis von Utrecht inhaftiert und dann in die Festung Loevestein überführt, wo auch andere Remonstranten in Haft waren. Die Haftbedingungen wurden nochmals verschärft. Am 7. Juli 1620 kam er in das Haarlemer Zuchthaus (Rasphuis), wo er lebenslänglich die dort üblichen Sägearbeiten verrichten sollte, sofern er nicht widerriefe. 1621 gelang ihm die Flucht, aber nach drei Jahren im Untergrund wurde er wieder verhaftet und in die Festung Loevestein zurückgebracht. Die Haftbedingungen waren schlecht, und Vezekius erkrankte schwer. Zwar floh er in der Nacht vom 19. zum 20. Juli 1631 mit einer Gruppe von Gefangenen, doch er erholte sich nicht mehr und starb bald darauf.